# Liberté religieuse dans le catholicisme
La liberté religieuse désigne, dans le catholicisme, une théorie philosophique selon laquelle il n'est pas moral de contraindre quiconque à embrasser la foi catholique, ni à édicter des lois visant à restreindre le culte des autres religions.
La liberté religieuse s'oppose aux formulations du Syllabus de Pie IX.

## Opposition catholique à la liberté religieuse

### Exemple des saints
Dans la sphère publique, certains saints catholiques rois et souverains comme Louis IX ou Saint Casimir ont édicté des lois contre les hérétiques, leur défendant d'avoir des églises, ou encore de publier des ouvrages. 

Cette volonté de chasser les hérétiques du royaume de France fut d'ailleurs une vertu qui compta lors de la canonisation de Louis IX par le pape Boniface VIII. On lit dans la bulle de canonisation :
Il abhorrait ceux qui étaient infectés par la macule de la perversion [hérétique], pour qu’ils n’infectent pas les adeptes de la foi chrétienne par la pourriture de cette maladie contagieuse en la chassant par des efforts efficaces hors des limites de son royaume et en accordant ses soins préventifs attentifs à l’état du royaume, il en rejeta ces ferments et permit qu’y brille la vraie foi dans son authenticité,.

### Traitement médiéval des hérétiques
L'Inquisition était une institution ecclésiastique qui était chargée de veiller à ce que l'hérésie ne se développe pas dans les pays catholiques. Les jugements des tribunaux de l'Inquisition devaient être exécutés par la force publique. L'autorité de l'État secondait donc l'Église dans ses jugements de condamnation des hérétiques.[réf. nécessaire]
 

Une des décisions du quatrième concile du Latran dispose en ce sens : 
« Le concile [...] ordonne que les hérétiques, après avoir été condamnés, seront livrés aux puissances séculières. Il ajoute que l'on avertira ces puissances, et qu'on les contraindra, même par censures, de prêter serment en public, qu'elles chasseront de leurs terres tous les hérétiques notés par l'Église ; que, si les seigneurs temporels négligent de le faire, ils seront excommuniés par le métropolitain et les évêques de la province ; que, s'ils ne satisfont pas dans l'an, l'on en donnera avis au pape, qui déclarera leurs vassaux absous du serment de fidélité, et exposera leurs terres à la conquête des catholiques, pour les posséder paisiblement, après en avoir chassé les hérétiques et y conserver la pureté de la foi, sauf le droit du seigneur principal ; pourvu que lui-même ne mette aucun obstacle à l'exécution de cette ordonnance. »

## Quanta Cura
Le pape Pie IX, dans son encyclique Quanta Cura du 8 décembre 1864 écrit :
Et contre la doctrine de la Sainte Écriture, de l’Église et des saints Pères, ils affirment sans hésitation que : « la meilleure condition de la société est celle où on ne reconnaît pas au pouvoir le devoir de réprimer par des peines légales les violations de la loi catholique, si ce n’est dans la mesure où la tranquillité publique le demande ». À partir de cette idée tout à fait fausse du gouvernement des sociétés, ils ne craignent pas de soutenir cette opinion erronée, funeste au maximum pour l’Église catholique et le salut des âmes, que Notre Prédécesseur Grégoire XVI, d’heureuse mémoire, qualifiait de « délire » : « La liberté de conscience et des cultes est un droit propre à chaque homme. Ce droit doit être proclamé et garanti par la loi dans toute société bien organisée.

## Dignitatis Humanae
Dans Dignitatis Humanae, le concile Vatican II déclare :
La personne humaine a droit à la liberté religieuse. Cette liberté consiste en ce que tous les hommes doivent être exempts de toute contrainte de la part tant des individus que des groupes sociaux et de quelque pouvoir humain que ce soit, de telle sorte qu’en matière religieuse nul ne soit forcé d’agir contre sa conscience ni empêché d’agir, dans de justes limites, selon sa conscience, en privé comme en public, seul ou associé à d’autres. Il déclare, en outre, que le droit à la liberté religieuse a son fondement réel dans la dignité même de la personne humaine telle que l’ont fait connaître la Parole de Dieu et la raison elle-même. Ce droit de la personne humaine à la liberté religieuse dans l’ordre juridique de la société doit être reconnu de telle manière qu’il constitue un droit civil.

### Réception et réactions
Cette question de la liberté religieuse fait partie des arguments motivant l'opposition de Marcel Lefebvre aux décisions du concile Vatican II. 
Joseph Ratzinger considère que la liberté religieuse « représente une tentative pour une réconciliation officielle de l’Église avec le monde tel qu’il était devenu depuis 1789 ». 
Le P. Basile, moine de l'abbaye Sainte-Madeleine du Barroux, a rédigé une somme de six volumes pour tenter de concilier la Tradition catholique et la liberté religieuse.

### Conséquences
On recense ainsi plusieurs révisions de concordats, dont le plus significatif fut celui de l'Italie, pays traditionnellement lié au pape. Comme le souligne Jean Gaudemet, le préambule du nouveau concordat stipule lui-même que les changements intervenus étaient motivés par le changement de doctrine concernant la liberté religieuse.